# Afrikaspiele 2019/Judo
Bei der Afrikaspielen 2019 wurden vom 17. bis 18. August 2019 insgesamt 14 Wettbewerbe im Judo durchgeführt.

## Ergebnisse Männer

### Superleichtgewicht bis 60 kg
| Rang | Athlet         | Nation   |
| ---- | -------------- | -------- |
| 1    | Issam Bassou   | Marokko  |
| 2    | Fraj Dhouibi   | Tunesien |
| 3    | Younes Saddiki | Marokko  |
| 3    | Salim Rebahiw  | Algerien |

17. August

### Halbleichtgewicht bis 66 kg
| Rang | Athlet                | Nation   |
| ---- | --------------------- | -------- |
| 1    | Wail Ezzine           | Algerien |
| 2    | Abderrahmane Boushita | Marokko  |
| 3    | Boubekeur Rebahi      | Algerien |
| 3    | Mohamed Abdelmawgoud  | Ägypten  |

17. August

### Leichtgewicht bis 73 kg
| Rang | Athlet                  | Nation    |
| ---- | ----------------------- | --------- |
| 1    | Ali Abdelmouati         | Ägypten   |
| 2    | Ahmed El Meziati        | Marokko   |
| 3    | Quifucussa Acacio       | Angola    |
| 3    | Houssein Aden-Alexandre | Dschibuti |

17. August

### Halbmittelgewicht bis 81 kg
| Rang | Athlet              | Nation   |
| ---- | ------------------- | -------- |
| 1    | Abdelrahman Mohamed | Ägypten  |
| 2    | Hamza Kabdani       | Marokko  |
| 3    | Imad Eddine Cherouk | Algerien |
| 3    | Abdalla Osman       | Ägypten  |

17. August

### Mittelgewicht bis 90 kg
| Rang | Athlet                  | Nation    |
| ---- | ----------------------- | --------- |
| 1    | Ali Hazem               | Ägypten   |
| 2    | Oussama Mahmoud Snoussi | Tunesien  |
| 3    | Dieudonné Dolassem      | Kamerun   |
| 3    | Rémi Feuillet           | Mauritius |

18. August

### Halbschwergewicht bis 100 kg
| Rang | Athlet             | Nation                       |
| ---- | ------------------ | ---------------------------- |
| 1    | Ramadan Darwish    | Ägypten                      |
| 2    | Mohammed Lahboub   | Marokko                      |
| 3    | Luc Manogho        | Gabun                        |
| 3    | Prince Kosi Samuzu | Demokratische Republik Kongo |

18. August

### Schwergewicht über 100 kg
| Rang | Athlet                  | Nation    |
| ---- | ----------------------- | --------- |
| 1    | Mbagnick Ndiaye         | Senegal   |
| 2    | Mohamed Sofiane Belreka | Algerien  |
| 3    | Faïcel Jaballah         | Tunesien  |
| 3    | Joseph Sébastien Perrin | Mauritius |

18. August

## Ergebnisse Frauen

### Superleichtgewicht bis 48 kg
| Rang | Athlet            | Nation    |
| ---- | ----------------- | --------- |
| 1    | Chaimae Eddinari  | Marokko   |
| 2    | Geronay Whitebooi | Südafrika |
| 3    | Hadjer Mecerem    | Algerien  |
| 3    | Aziza Chakir      | Marokko   |

17. August

### Halbleichtgewicht bis 52 kg
| Rang | Athlet          | Nation   |
| ---- | --------------- | -------- |
| 1    | Faïza Aissahine | Algerien |
| 2    | Soumiya Iraoui  | Marokko  |
| 3    | Meriem Moussa   | Algerien |
| 3    | Lamia Eddinari  | Marokko  |

17. August

### Leichtgewicht bis 57 kg
| Rang | Athlet              | Nation   |
| ---- | ------------------- | -------- |
| 1    | Ghofran Khelifi     | Tunesien |
| 2    | Yamina Halata       | Algerien |
| 3    | Diassonema Mucungui | Angola   |
| 3    | Lamiaa Alzenan      | Ägypten  |

17. August

### Halbmittelgewicht bis 63 kg
| Rang | Athlet              | Nation   |
| ---- | ------------------- | -------- |
| 1    | Hélène Wezeu Dombeu | Kamerun  |
| 2    | Amina Belkadi       | Algerien |
| 3    | Sofia Belattar      | Marokko  |
| 3    | Meriem Bjaoui       | Tunesien |

17. August

### Mittelgewicht bis 70 kg
| Rang | Athlet                  | Nation   |
| ---- | ----------------------- | -------- |
| 1    | Karene Agono Wora       | Gabun    |
| 2    | Nihel Bouchoucha        | Tunesien |
| 3    | Ayuk Otay Arrey Sophina | Kamerun  |
| 3    | Demos Memneloum         | Tschad   |

18. August

### Halbschwergewicht bis 78 kg
| Rang | Athlet              | Nation    |
| ---- | ------------------- | --------- |
| 1    | Sarah Myriam Mazouz | Gabun     |
| 2    | Unelle Snyman       | Südafrika |
| 3    | Sarra Mzougui       | Tunesien  |
| 3    | Kaouthar Ouallal    | Algerien  |

18. August

### Schwergewicht über 78 kg
| Rang | Athlet             | Nation   |
| ---- | ------------------ | -------- |
| 1    | Nihel Cheikhrouhou | Tunesien |
| 2    | Vanessa Mballa     | Kamerun  |
| 3    | Monica Sagna       | Senegal  |
| 3    | Kariman Shafik     | Ägypten  |

6. Juli